# 広橋兼胤
広橋兼胤（ひろはし かねたね、正徳5年（1715年）11月18日 - 天明元年（1781年）8月9日）は、江戸時代中期の公卿。別名は広橋勝胤。院号は恭徳院。

## 官歴
- 享保5年（1720年）：従五位上、侍従
- 享保9年（1724年）：正五位下
- 享保15年（1730年）：右少弁
- 享保17年（1732年）：左少弁、蔵人、氏院別当、正五位上
- 享保19年（1734年）：権左中弁、神宮弁
- 享保20年（1735年）：春宮権大進、蔵人頭、正四位下
- 享保21年（1736年）：正四位上
- 元文2年（1737年）：左中弁
- 元文3年（1738年）：左大弁、丹波権守、従三位、参議
- 元文4年（1739年）：権中納言
- 寛保元年（1741年）：正三位、賀茂伝奏
- 寛保2年（1742年）：大宰権帥
- 延享2年（1745年）：従二位
- 寛延元年（1748年）：踏歌節会外弁
- 寛延2年（1749年）：権大納言
- 寛延3年（1750年）：武家伝奏
- 宝暦元年（1751年）：正二位
- 宝暦9年（1759年）：兵部卿
- 宝暦10年（1760年）：権大納言
- 安永4年（1775年）：従一位
- 安永5年（1776年）：准大臣

## 系譜
- 父：広橋兼頼
- 母：松平忠周の娘
- 子：広橋伊光
- 子：東坊城益良